# Ulica Obornicka we Wrocławiu
Ulica Obornicka – ulica we Wrocławiu, trasa wylotowa z miasta łącząca północne jego dzielnice z miejscowościami znajdującymi się na drodze w kierunku Obornik Śląskich i Pełczyna (droga wojewódzka nr 342). Początek ulicy znajduje się dziś w centrum osiedla Polanka (na przedłużeniu osi ulic Kasprowicza i Broniewskiego); później Obornicka przecina ulicę Bałtycką i wiedzie w kierunku północno-zachodnim przez osiedla Różanka i Ligota do Lipy Piotrowskiej. Po około 3 kilometrach, w okolicach ronda Wiesława Kielara i skrzyżowania z obwodnicą śródmiejską, nazwa ulicy ulega zmianie na ul. Pełczyńską.
Pierwotnie dzisiejszą ulicą Obornicką wiodła droga prowadząca do Obornik wprost z przeprawy przez Odrę w miejscu dzisiejszych Mostów Trzebnickich. Do końca II wojny światowej ulica nosiła nazwę Obernigkerstraße. Zabudowa do końcowych dziesięcioleci XIX niemal wyłącznie wiejska (znajdował się tu m.in. folwark i dwór); pod koniec tego okresu w związku z rozbudową wrocławskiego węzła kolejowego i wytyczeniem przecinającej Różankę równoleżnikowo bocznicy i stacji towarowej zaczęły tu powstawać obiekty o charakterze przemysłowym (m.in. w latach 80. XIX wieku cukrownia rodziny Schoellerów pomiędzy ul. Parnickiego a Bezpieczną po stronie zachodniej, a po stronie wschodniej – w latach 1914–1919 – młyn Różanka, późniejsza fabryka makaronów Danuta; cegielnie przy ul. Ligockiej oraz wybudowany w 1936 kompleks koszar wojskowych, wykorzystywany dziś przez szkołę oficerską wojsk lądowych), dopiero w latach 30. pojawiły się przy Obornickiej budynki wielorodzinne typu miejskiego.
Do roku 1961 przy skrzyżowaniu ulicy Obornickiej z Paprotną znajdował się lokalny cmentarz wsi Rosenthal (w 1928 włączonej w granice miasta Wrocławia, dzisiejszego osiedla Różanka). W związku z budową osiedla Polanka w latach 70. zlikwidowany został odcinek tej ulicy od Mostów Trzebnickich do styku z ulicą Broniewskiego.
Oprócz początkowego odcinka ulicy, przy którym dziś zlokalizowane są wielkopłytowe bloki osiedla mieszkaniowego i później kilku mniejszych budynków wielorodzinnych, na większości jej długości przebiega ona przez tereny niezabudowane lub zabudowane rozproszonymi obiektami o charakterze magazynowym lub przemysłowym. Na odcinku pomiędzy ulicą Bezpieczną a Paprotną wzdłuż zachodniej strony ulicy nadal zlokalizowane są zabudowania koszarowe z lat 30., dziś należące do Wyższej Szkoły Oficerskiej Wojsk Lądowych im. gen. Tadeusza Kościuszki oraz Wojewódzkiego Sztabu Wojskowego.
W pierwszej połowie lat 90. XX wieku wytyczone zostało połączenie mostów Osobowickich z ulicą Żmigrodzką i Kamieńskiego, nazwane ulicą Bałtycką; ta nowa ulica przecięła ulicę Obornicką w jej początkowym odcinku i dzięki temu stworzyła dogodne połączenie tej przeprawy Odry z drogą wylotową do Obornik. Przy skrzyżowaniu Paprotnej z Obornicką, naprzeciw dawnego cmentarza, zlokalizowana jest dziś obszerna zajezdnia autobusowa Miejskiego Przedsiębiorstwa Komunikacyjnego, a na północnym końcu Obornickiej, gdzie przechodzi ona już w Pełczyńską, po zachodniej stronie ulicy znajduje się duży kompleks hurtowni wyrobów stalowych Centrostal, a po wschodniej – ośmiohektarowy teren hurtowni rynku rolno-spożywczego Targpiast.